# Billy Burnikell
William Frederick Burnikell, detto Billy (Southwick, 9 dicembre 1910 – 1980), è stato un allenatore di calcio e calciatore inglese, di ruolo centrocampista.

## Carriera

### Giocatore
Esordisce tra i professionisti nel 1929, all'età di 19 anni, con il Lincoln City, club della terza divisione inglese, con cui nell'arco di quattro stagioni gioca complessivamente 25 partite di campionato senza mai segnare. Successivamente dal 1933 al 1937 gioca con il Bradford City, club di seconda divisione, con cui nell'arco di un quadriennio realizza 2 reti in 53 presenze in questa categoria. Successivamente gioca per un biennio anche con l'Aldershot, per poi di fatto ritirarsi, anche a causa dell'interruzione dei campionati dovuta alla seconda guerra mondiale.
In carriera ha totalizzato complessivamente 78 presenze e 2 reti nei campionati della Football League.

### Allenatore
Ha allenato nella prima divisione svedese con vari club e per un biennio anche in quella cilena, che ha anche vinto nel 1954, alla guida dell'Universidad Católica. Per un periodo, nel 1956, ha inoltre anche allenato l'Halifax Town nella terza divisione inglese.

## Palmarès

### Allenatore

#### Competizioni nazionali
- Campionato cileno: 1

Universidad Católica: 1954